# Pendleton (Karolina Południowa)
Pendleton – miasto w Stanach Zjednoczonych, w stanie Karolina Południowa, w hrabstwie Anderson.